# Kenneth Peacock (Rennfahrer)

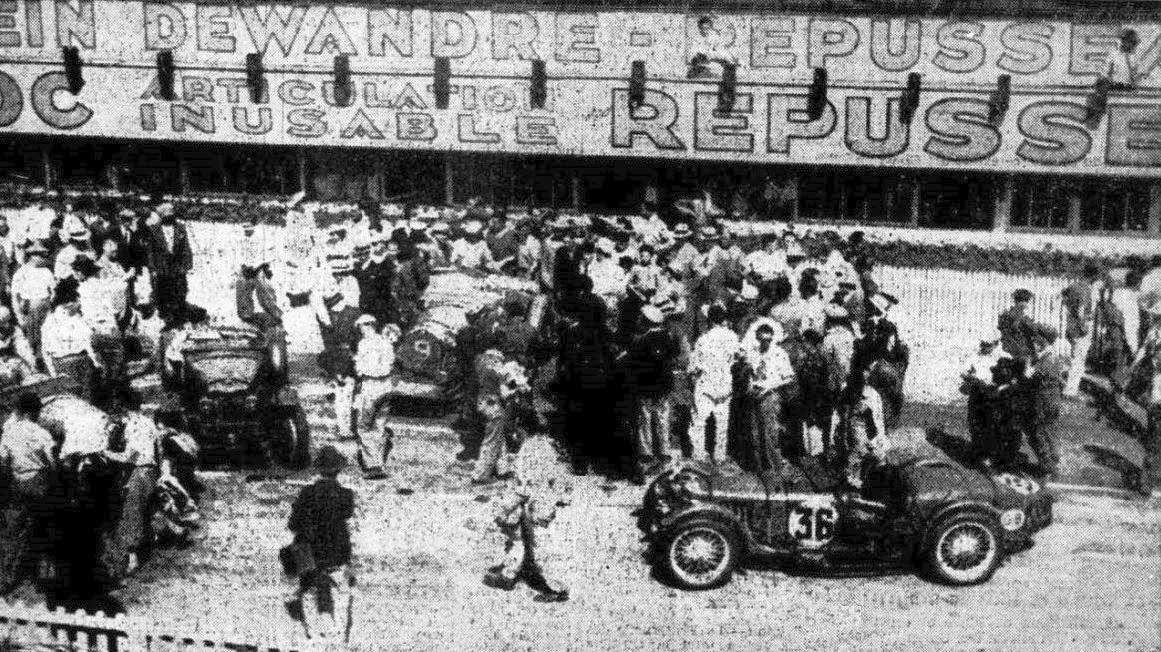
Der Riley Brooklands (Startnummer 36) von Bill von der Becke und Kenneth Peacock bei der Zielankunft beim 24-Stunden-Rennen von Le Mans 1934

Sir Kenneth Swift „Kim“ Peacock (* 19. Februar 1902 in Walsall; † 6. September 1968 in Cheltenham) war ein britischer Autorennfahrer. 

## Karriere als Rennfahrer
Kenneth Peacock war in den 1920er- und 1930er-Jahren als Werksfahrer von Lea-Francis, Aston Martin und Riley aktiv. Seine größten Erfolge erreichte er auf der Rennbahn von Brooklands und beim 24-Stunden-Rennen von Le Mans. Beim 6-Stunden-Rennen von Brooklands 1928 kam er auf einem Riley 9 Speed Model als Gesamtvierter ins Ziel und in Le Mans erreichte er drei Klassensiege. Bei sechs Rennteilnahmen war die beste Platzierung im Gesamtklassement der vierte Gesamtrang 1933.
Am 16. Juli 1963 wurde er als Knight Bachelor geadelt.

## Statistik

### Le-Mans-Ergebnisse
| Jahr | Team                     | Fahrzeug                      | Teamkollege        | Platzierung            | Ausfallgrund      |
| ---- | ------------------------ | ----------------------------- | ------------------ | ---------------------- | ----------------- |
| 1929 | Kenneth Peacock          | Lea-Francis S-Type Hyper      | Sammy Newsome      | Rang 8 und Klassensieg |                   |
| 1930 | Lea-Francis Ltd.         | Lea-Francis S-Type Hyper      | Sammy Newsome      | Rang 6 und Klassensieg |                   |
| 1931 | Aston Martin Car Ltd.    | Aston Martin 1½ International | Sammy Newsome      | Ausfall                | Chassis gebrochen |
| 1932 | Aston Martin Ltd.        | Aston Martin 1½ Le Mans       | Jack Bezzant       | Ausfall                | Ventilschaden     |
| 1933 | Riley Coventry Ltd.      | Riley Nine Brooklands         | Bill von der Becke | Rang 4 und Klassensieg |                   |
| 1934 | Riley Motor Company Ltd. | Riley Brooklands              | Bill von der Becke | Rang 5                 |                   |